# Aulagromyza populi
Aulagromyza populi är en tvåvingeart som först beskrevs av Johann Heinrich Kaltenbach 1864.  Aulagromyza populi ingår i släktet Aulagromyza och familjen minerarflugor.
Artens utbredningsområde är Tyskland. Inga underarter finns listade i Catalogue of Life.